# Copa Amèrica de futbol de 1999
La Copa Amèrica de futbol de 1999 va ser la 39a edició de la Copa Amèrica de futbol. Es disputà al Paraguai entre el 29 de juny i el 18 de juliol de 1999, organitzat per la CONMEBOL.
Amb motiu de tenir un total de 12 equips participants, la CONMEBOL convidà a les seleccions de Mèxic i del Japó. Aquest segon equip hi participà per primer cop, essent la primera selecció de fora del continent americà en participar al torneig.

## Equips participants
Com en els tornejos anteriors, els deu membres de la CONMEBOL van participar en la competició. Per tal d'augmentar el nombre d'equips competidors a dotze, la CONMEBOL va convidar la Mèxic (acceptant la seva quarta invitació) de la CONCACAF i la Japó de la AFC.
- Argentina
- Bolívia
- Brasil (vigent campió)
- Colòmbia
- Equador
- Japó (convidat)
- Mèxic (convidat)
- Paraguai (seu)
- Perú
- Uruguai
- Veneçuela
- Xile

## Estadis
| Pedro Juan CaballeroAsunciónLuqueCiudad del Este | Pedro Juan CaballeroAsunciónLuqueCiudad del Este | Pedro Juan Caballero          |
| ------------------------------------------------ | ------------------------------------------------ | ----------------------------- |
| Pedro Juan CaballeroAsunciónLuqueCiudad del Este | Pedro Juan CaballeroAsunciónLuqueCiudad del Este | Monumental Río Parapití       |
| Pedro Juan CaballeroAsunciónLuqueCiudad del Este | Pedro Juan CaballeroAsunciónLuqueCiudad del Este | Capacitat: 30.000             |
| Pedro Juan CaballeroAsunciónLuqueCiudad del Este | Pedro Juan CaballeroAsunciónLuqueCiudad del Este |                               |
| Pedro Juan CaballeroAsunciónLuqueCiudad del Este | Pedro Juan CaballeroAsunciónLuqueCiudad del Este | Ciudad del Este               |
| Pedro Juan CaballeroAsunciónLuqueCiudad del Este | Pedro Juan CaballeroAsunciónLuqueCiudad del Este | Estadi Antonio Oddone Sarubbi |
| Pedro Juan CaballeroAsunciónLuqueCiudad del Este | Pedro Juan CaballeroAsunciónLuqueCiudad del Este | Capacitat: 28.000             |
| Pedro Juan CaballeroAsunciónLuqueCiudad del Este | Pedro Juan CaballeroAsunciónLuqueCiudad del Este |                               |
| Asunción                                         | Asunción                                         | Luque                         |
| Estadi Defensores del Chaco                      | Estadi General Pablo Rojas                       | Estadi Feliciano Cáceres      |
| Capacitat: 36.000                                | Capacitat: 32.910                                | Capacitat: 25.000             |
|                                                  |                                                  |                               |

## Fase de grups
Font:

### Grup A
| Pos | Equip        | PJ | PG | PE | PP | GF | GC | DG | Pts |
| --- | ------------ | -- | -- | -- | -- | -- | -- | -- | --- |
| 1   | Paraguai (H) | 3  | 2  | 1  | 0  | 5  | 0  | +5 | 7   |
| 2   | Perú         | 3  | 2  | 0  | 1  | 4  | 3  | +1 | 6   |
| 3   | Bolívia      | 3  | 0  | 2  | 1  | 1  | 2  | −1 | 2   |
| 4   | Japó         | 3  | 0  | 1  | 2  | 3  | 8  | −5 | 1   |

| Perú                             | 3–2     | Japó                 |
| -------------------------------- | ------- | -------------------- |
| Jorge Soto 70' · Holsen 74', 81' | Informe | Lopes 6' · Miura 77' |

| Paraguai | 0–0     | Bolívia |
| -------- | ------- | ------- |
|          | Informe |         |

| Perú       | 1–0     | Bolívia |
| ---------- | ------- | ------- |
| Zúñiga 87' | Informe |         |

| Paraguai                               | 4–0     | Japó |
| -------------------------------------- | ------- | ---- |
| Benítez 18', 62' · Santa Cruz 40', 86' | Informe |      |

| Japó             | 1–1     | Bolívia        |
| ---------------- | ------- | -------------- |
| Lopes 75' (pen.) | Informe | E. Sánchez 52' |

| Paraguai       | 1–0     | Perú |
| -------------- | ------- | ---- |
| Santa Cruz 88' | Informe |      |

### Grup B
| Pos | Equip     | PJ | PG | PE | PP | GF | GC | DG  | Pts |
| --- | --------- | -- | -- | -- | -- | -- | -- | --- | --- |
| 1   | Brasil    | 3  | 3  | 0  | 0  | 10 | 1  | +9  | 9   |
| 2   | Mèxic     | 3  | 2  | 0  | 1  | 5  | 3  | +2  | 6   |
| 3   | Xile      | 3  | 1  | 0  | 2  | 3  | 2  | +1  | 3   |
| 4   | Veneçuela | 3  | 0  | 0  | 3  | 1  | 13 | −12 | 0   |

| Xile | 0–1     | Mèxic         |
| ---- | ------- | ------------- |
|      | Informe | Hernández 59' |

| Brasil                                                                           | 7–0     | Veneçuela |
| -------------------------------------------------------------------------------- | ------- | --------- |
| Ronaldo 28', 62' · Emerson 40' · Amoroso 54', 81' · Ronaldinho 74' · Rivaldo 82' | Informe |           |

| Brasil                 | 2–1     | Mèxic        |
| ---------------------- | ------- | ------------ |
| Amoroso 20' · Alex 45' | Informe | Terrazas 74' |

| Xile                                            | 3–0     | Veneçuela |
| ----------------------------------------------- | ------- | --------- |
| Zamorano 5' · Sierra 21' · Tortolero 66' (p.p.) | Informe |           |

| Mèxic                        | 3–1     | Veneçuela    |
| ---------------------------- | ------- | ------------ |
| Blanco 21', 39' · Osorno 29' | Informe | Urdaneta 72' |

| Brasil             | 1–0     | Xile |
| ------------------ | ------- | ---- |
| Ronaldo 36' (pen.) | Informe |      |

1. ↑  Partit aturat per l'àrbitre en el minut 85 per una espessa boira i abandonat poc després donant el resultat per final.

### Grup C
| Pos | Equip     | PJ | PG | PE | PP | GF | GC | DG | Pts |
| --- | --------- | -- | -- | -- | -- | -- | -- | -- | --- |
| 1   | Colòmbia  | 3  | 3  | 0  | 0  | 6  | 1  | +5 | 9   |
| 2   | Argentina | 3  | 2  | 0  | 1  | 5  | 4  | +1 | 6   |
| 3   | Uruguai   | 3  | 1  | 0  | 2  | 2  | 4  | −2 | 3   |
| 4   | Equador   | 3  | 0  | 0  | 3  | 3  | 7  | −4 | 0   |

| Uruguai | 0–1     | Colòmbia    |
| ------- | ------- | ----------- |
|         | Informe | Bonilla 20' |

| Argentina                      | 3–1     | Equador      |
| ------------------------------ | ------- | ------------ |
| Simeone 12' · Palermo 55', 61' | Informe | Kaviedes 77' |

| Uruguai           | 2–1     | Equador      |
| ----------------- | ------- | ------------ |
| Zalayeta 72', 74' | Informe | Kaviedes 78' |

| Argentina | 0–3     | Colòmbia                                     |
| --------- | ------- | -------------------------------------------- |
|           | Informe | Córdoba 10' (pen.) · Congo 79' · Montaño 87' |

| Colòmbia                  | 2–1     | Equador      |
| ------------------------- | ------- | ------------ |
| Morantes 37' · Ricard 39' | Informe | Graziani 50' |

| Argentina                      | 2–0     | Uruguai |
| ------------------------------ | ------- | ------- |
| Kily González 1' · Palermo 56' | Informe |         |

#### Millors tercers
Els dos millors tercers passen a la segona ronda.

| Pos | Equip   | PJ | PG | PE | PP | GF | GC | DG | Pts |
| --- | ------- | -- | -- | -- | -- | -- | -- | -- | --- |
| 1   | Xile    | 3  | 1  | 0  | 2  | 3  | 2  | +1 | 3   |
| 2   | Uruguai | 3  | 1  | 0  | 2  | 2  | 4  | −2 | 3   |
| 3   | Bolívia | 3  | 0  | 2  | 1  | 1  | 2  | −1 | 2   |

## Fase final
|  | Quarts de final             | Quarts de final             |                      |       | Semifinals  | Semifinals  |  |  | Final                | Final |
|  |                             |                             |                      |       |             |             |  |  |                      |       |
|  | 10 Juliol – Asunción        |                             |                      |       |             |             |  |  |                      |       |
|  |                             |                             |                      |       |             |             |  |  |                      |       |
|  | Paraguai                    | 1 (3)                       |                      |       |             |             |  |  |                      |       |
|  | Paraguai                    | 1 (3)                       | 13 Juliol – Asunción |       |             |             |  |  |                      |       |
|  | Uruguai                     | 1 (5)                       |                      |       |             |             |  |  |                      |       |
|  | Uruguai                     | 1 (5)                       | Uruguai              | 1 (5) |             |             |  |  |                      |       |
|  | 11 Juliol – Luque           |                             | Uruguai              | 1 (5) |             |             |  |  |                      |       |
|  |                             | Xile                        | 1 (3)                |       |             |             |  |  |                      |       |
|  | Colòmbia                    | Xile                        | 1 (3)                | 2     |             |             |  |  |                      |       |
|  | Colòmbia                    |                             | 18 Juliol – Asunción | 2     |             |             |  |  |                      |       |
|  | Xile                        | 3                           |                      |       |             |             |  |  |                      |       |
|  | Xile                        | 3                           | Uruguai              | 0     |             |             |  |  |                      |       |
|  | 10 Juliol – Asunción        |                             | Uruguai              | 0     |             |             |  |  |                      |       |
|  |                             | Brasil                      | 3                    |       |             |             |  |  |                      |       |
|  | Perú                        | Brasil                      | 3                    | 3 (2) |             |             |  |  |                      |       |
|  | Perú                        | 14 Juliol – Ciudad del Este |                      | 3 (2) |             |             |  |  |                      |       |
|  | Mèxic                       | 3 (4)                       |                      |       |             |             |  |  |                      |       |
|  | Mèxic                       | 3 (4)                       | Mèxic                | 0     | Tercer lloc | Tercer lloc |  |  |                      |       |
|  | 11 Juliol – Ciudad del Este |                             | Mèxic                | 0     | Tercer lloc | Tercer lloc |  |  |                      |       |
|  |                             | Brasil                      | 2                    |       |             |             |  |  |                      |       |
|  | Brasil                      | Brasil                      | 2                    | 2     | Xile        | 1           |  |  |                      |       |
|  | Brasil                      |                             |                      | 2     | Xile        | 1           |  |  |                      |       |
|  | Argentina                   | 1                           |                      | Mèxic | 2           |             |  |  |                      |       |
|  | Argentina                   | 1                           |                      |       | 2           |             |  |  |                      |       |
|  |                             |                             |                      |       |             |             |  |  | 17 Juliol – Asunción |       |
|  |                             |                             |                      |       |             |             |  |  |                      |       |

### Quarts de final
| Perú                                      | 3–3     | Mèxic                                   |
| ----------------------------------------- | ------- | --------------------------------------- |
| Palacios 5' · Pereda 15' · Solano 40'     | Informe | Hernández 29', 33' (pen.) · Torrado 88' |
| Tanda de penals                           |         |                                         |
| Solano · Jorge Soto · José Soto · Reynoso | 2–4     | Suárez · Terrazas · R. García · Zepeda  |

| Paraguai                           | 1–1     | Uruguai                                             |
| ---------------------------------- | ------- | --------------------------------------------------- |
| Benítez 15'                        | Informe | Zalayeta 65'                                        |
| Tanda de penals                    |         |                                                     |
| Gamarra · Acuña · Enciso · Benítez | 3–5     | Fleurquin · Guigou · Alonso · Zalayeta · Magallanes |

| Colòmbia                | 2–3     | Xile                          |
| ----------------------- | ------- | ----------------------------- |
| Bolaño 7' · Bonilla 35' | Informe | Reyes 25', 49' · Zamorano 64' |

| Brasil                    | 2–1     | Argentina |
| ------------------------- | ------- | --------- |
| Rivaldo 32' · Ronaldo 48' | Informe | Sorín 11' |

### Semifinals
| Uruguai                                             | 1–1     | Xile                            |
| --------------------------------------------------- | ------- | ------------------------------- |
| Lembo 23'                                           | Informe | Zamorano 63'                    |
| Tanda de penals                                     |         |                                 |
| Del Campo · Guigou · Alonso · Zalayeta · Magallanes | 5–3     | Vargas · Aros · Reyes · Pizarro |

| Mèxic | 0–2     | Brasil                    |
| ----- | ------- | ------------------------- |
|       | Informe | Amoroso 25' · Rivaldo 43' |

### Tercer lloc
| Xile         | 1–2     | Mèxic                     |
| ------------ | ------- | ------------------------- |
| Palacios 80' | Informe | Palencia 26' · Zepeda 87' |

### Final
| Uruguai | 0–3     | Brasil                         |
| ------- | ------- | ------------------------------ |
|         | Informe | Rivaldo 20', 26' · Ronaldo 48' |

## Resultat
| Copa Amèrica 1999 |
| ----------------- |
| Brasil            |
| Brasil Sisè títol |

## Golejadors
5 gols
- [[Fitxer:Flag of Brazil.svg|23x15px|border |alt=Brasil|link=Selecció de futbol del Brasil|{{#if:|]] Rivaldo
- [[Fitxer:Flag of Brazil.svg|23x15px|border |alt=Brasil|link=Selecció de futbol del Brasil|{{#if:|]] Ronaldo

4 gols
- [[Fitxer:Flag of Brazil.svg|23x15px|border |alt=Brasil|link=Selecció de futbol del Brasil|{{#if:|]] Amoroso

3 gols
- [[Fitxer:Flag of Argentina.svg|23x15px|border |alt=Argentina|link=Selecció de futbol de l'Argentina|{{#if:|]] Martín Palermo
- [[Fitxer:Flag of Chile.svg|23x15px|border |alt=Xile|link=Selecció de futbol de Xile|{{#if:|]] Iván Zamorano
- [[Fitxer:Flag of Mexico.svg|23x15px|border |alt=Mèxic|link=Selecció de futbol de Mèxic|{{#if:|]] Luis Hernández
- [[Fitxer:Flag of Paraguay (1990-2013).svg|23x15px|border |alt=Paraguai|link=Selecció de futbol del Paraguai|{{#if:|]] Miguel Ángel Benítez
- [[Fitxer:Flag of Paraguay (1990-2013).svg|23x15px|border |alt=Paraguai|link=Selecció de futbol del Paraguai|{{#if:|]] Roque Santa Cruz
- [[Fitxer:Flag of Uruguay.svg|23x15px|border |alt=Uruguai|link=Selecció de futbol de l'Uruguai|{{#if:|]] Marcelo Zalayeta

2 gols
- [[Fitxer:Flag of Chile.svg|23x15px|border |alt=Xile|link=Selecció de futbol de Xile|{{#if:|]] Pedro Reyes
- [[Fitxer:Flag of Colombia.svg|23x15px|border |alt=Colòmbia|link=Selecció de futbol de Colòmbia|{{#if:|]] Víctor Bonilla
- [[Fitxer:Flag of Ecuador.svg|23x15px|border |alt=Equador|link=Selecció de futbol de l'Equador|{{#if:|]] Iván Kaviedes
- [[Fitxer:Flag of Japan.svg|23x15px|border |alt=Japó|link=Selecció de futbol del Japó|{{#if:|]] Wagner Lopes
- [[Fitxer:Flag of Mexico.svg|23x15px|border |alt=Mèxic|link=Selecció de futbol de Mèxic|{{#if:|]] Cuauhtémoc Blanco
- [[Fitxer:Flag of Peru.svg|23x15px|border |alt=Perú|link=Selecció de futbol del Perú|{{#if:|]] Roberto Holsen

1 gol
- [[Fitxer:Flag of Argentina.svg|23x15px|border |alt=Argentina|link=Selecció de futbol de l'Argentina|{{#if:|]] Kily González
- [[Fitxer:Flag of Argentina.svg|23x15px|border |alt=Argentina|link=Selecció de futbol de l'Argentina|{{#if:|]] Diego Simeone
- [[Fitxer:Flag of Argentina.svg|23x15px|border |alt=Argentina|link=Selecció de futbol de l'Argentina|{{#if:|]] Juan Pablo Sorín
- [[Fitxer:Flag of Bolivia.svg|23x15px|border |alt=Bolívia|link=Selecció de futbol de Bolívia|{{#if:|]] Erwin Sánchez
- [[Fitxer:Flag of Brazil.svg|23x15px|border |alt=Brasil|link=Selecció de futbol del Brasil|{{#if:|]] Alex
- [[Fitxer:Flag of Brazil.svg|23x15px|border |alt=Brasil|link=Selecció de futbol del Brasil|{{#if:|]] Emerson
- [[Fitxer:Flag of Brazil.svg|23x15px|border |alt=Brasil|link=Selecció de futbol del Brasil|{{#if:|]] Ronaldinho
- [[Fitxer:Flag of Chile.svg|23x15px|border |alt=Xile|link=Selecció de futbol de Xile|{{#if:|]] Raúl Palacios
- [[Fitxer:Flag of Chile.svg|23x15px|border |alt=Xile|link=Selecció de futbol de Xile|{{#if:|]] José Luis Sierra
- [[Fitxer:Flag of Colombia.svg|23x15px|border |alt=Colòmbia|link=Selecció de futbol de Colòmbia|{{#if:|]] Jorge Bolaño
- [[Fitxer:Flag of Colombia.svg|23x15px|border |alt=Colòmbia|link=Selecció de futbol de Colòmbia|{{#if:|]] Edwin Congo
- [[Fitxer:Flag of Colombia.svg|23x15px|border |alt=Colòmbia|link=Selecció de futbol de Colòmbia|{{#if:|]] Iván Córdoba
- [[Fitxer:Flag of Colombia.svg|23x15px|border |alt=Colòmbia|link=Selecció de futbol de Colòmbia|{{#if:|]] Johnnier Montaño
- [[Fitxer:Flag of Colombia.svg|23x15px|border |alt=Colòmbia|link=Selecció de futbol de Colòmbia|{{#if:|]] Neider Morantes
- [[Fitxer:Flag of Colombia.svg|23x15px|border |alt=Colòmbia|link=Selecció de futbol de Colòmbia|{{#if:|]] Hámilton Ricard
- [[Fitxer:Flag of Ecuador.svg|23x15px|border |alt=Equador|link=Selecció de futbol de l'Equador|{{#if:|]] Ariel Graziani
- [[Fitxer:Flag of Japan.svg|23x15px|border |alt=Japó|link=Selecció de futbol del Japó|{{#if:|]] Atsuhiro Miura
- [[Fitxer:Flag of Mexico.svg|23x15px|border |alt=Mèxic|link=Selecció de futbol de Mèxic|{{#if:|]] Daniel Osorno
- [[Fitxer:Flag of Mexico.svg|23x15px|border |alt=Mèxic|link=Selecció de futbol de Mèxic|{{#if:|]] Francisco Palencia
- [[Fitxer:Flag of Mexico.svg|23x15px|border |alt=Mèxic|link=Selecció de futbol de Mèxic|{{#if:|]] Isaac Terrazas
- [[Fitxer:Flag of Mexico.svg|23x15px|border |alt=Mèxic|link=Selecció de futbol de Mèxic|{{#if:|]] Gerardo Torrado
- [[Fitxer:Flag of Mexico.svg|23x15px|border |alt=Mèxic|link=Selecció de futbol de Mèxic|{{#if:|]] Miguel Zepeda
- [[Fitxer:Flag of Peru.svg|23x15px|border |alt=Perú|link=Selecció de futbol del Perú|{{#if:|]] Roberto Palacios
- [[Fitxer:Flag of Peru.svg|23x15px|border |alt=Perú|link=Selecció de futbol del Perú|{{#if:|]] José Pereda
- [[Fitxer:Flag of Peru.svg|23x15px|border |alt=Perú|link=Selecció de futbol del Perú|{{#if:|]] Nolberto Solano
- [[Fitxer:Flag of Peru.svg|23x15px|border |alt=Perú|link=Selecció de futbol del Perú|{{#if:|]] Jorge Soto
- [[Fitxer:Flag of Peru.svg|23x15px|border |alt=Perú|link=Selecció de futbol del Perú|{{#if:|]] Ysrael Zúñiga
- [[Fitxer:Flag of Uruguay.svg|23x15px|border |alt=Uruguai|link=Selecció de futbol de l'Uruguai|{{#if:|]] Alejandro Lembo
- [[Fitxer:Flag of Venezuela (1930-1954).svg|23x15px|border |alt=Veneçuela|link=Selecció de futbol de Veneçuela|{{#if:|]] Gabriel Urdaneta

En pròpia porta
- [[Fitxer:Flag of Venezuela (1930-1954).svg|23x15px|border |alt=Veneçuela|link=Selecció de futbol de Veneçuela|{{#if:|]] Edson Tortolero (contra Xile)